# Indofenol
El indofenol es un compuesto orgánico con la fórmula OC6H4NC6H4OH. Es el colorante azul oscuro de la racción de Berthelot, una prueba común para el amonio. El grupo indofenol, con varios sustituyentes en lugar del OH y varios anillos de sustitución, se encuentra en la mayoría de los colorantes de cabello y textiles.
Los indofenoles son colorantes que se obtienen oxidando la mezcla de un paraaminofenol y de un fenol; se usan también como indicadores redox (indicadores de reducción-oxidación. Su estructura química es del tipo O=C6H4=N-C6H4-OH. Es un contaminante ambiental y tóxico para los peces.